# Schloß Holte-Stukenbrock
 (mars 2022).
Si vous disposez d'ouvrages ou d'articles de référence ou si vous connaissez des sites web de qualité traitant du thème abordé ici, merci de compléter l'article en donnant les références utiles à sa vérifiabilité et en les liant à la section « Notes et références ».
Pour les articles homonymes, voir Holte.

Schloß Holte-Stukenbrock est une ville de Rhénanie-du-Nord-Westphalie (Allemagne), située dans l'arrondissement de Gütersloh, dans le district de Detmold, dans le Landschaftsverband de Westphalie-Lippe.

## Patrimoine architectural
- Château de Holte (XVIIe siècle)

## Personnalités associées à la ville
- Elmar Brok (* 1946), homme politique européen,
- Gerd Roggensack (* 1941), entraîneur et ancien footballeur professionnel,
- Heinrich Schmidtgal (* 1985), joueur de football professionnel,
- Karin Struck (1947–2006), écrivain,
- Fritz Wildhagen (1878–1956), peintre paysagiste,
- Marco Hagemann (* 1976), commentateur sportif,
- Walent Czerkez (* 1975), organisateur de festivals et de concerts.